# Georg Friedrich Steinike
Georg Friedrich Steinike (* 6. April 1801 in Bruchhausen; † 19. Januar 1880 in Harburg, heute Hamburg) war Rechnungsrat beim Hauptzollamt Harburg an der Elbe.

## Leben
Georg Friedrich Steinike war Rechnungsrat der Stadt Harburg. Sein Sohn Hermann Steinike gründete mit Eduard Weinlig 1853 die Mineralwasserfabrik Steinike & Weinlig.

## Ehrungen
1868, anlässlich seines 50-jährigen Dienstjubiläums, ernannte ihn die Stadt Harburg zum Ehrenbürger.